# Криницы (река)
Криницы (укр. Криниці) — левый приток Рванца, протекающий по Новгород-Северскому району Черниговской области Украины.

## География
Длина — 11 км. Русло реки (отметки уреза воды) в приустьевой части (село Лизуновка) находится на высоте 158,5 м над уровнем моря.
Русло, кроме приустьевой части, реки преобразовано — выпрямлено в канал (канализировано) и служит водоприёмником осушительной системы. Пойма заболоченная с луговой растительностью и частично с кустарниками, частично очагами лесов.
Река берёт начало от канала рек Убедь и Супой северо-восточнее села Ломанка (Новгород-Северский район). Река течет на северо-восток через урочище Логи, далее в нижнем течении — на север. Впадает в Рванец (на 34-м км от её устья) в северо-западной части села Лизуновка.
Притоки: (от истока к устью) пересыхающие безымянные ручьи
Населённые пункты на реке: (от истока к устью)
1. Лизуновка